# Skruvstad
Skruvstad är en ort i Grums kommun, Värmland. 
I Skruvstad fanns tidigare en lågstadieskola. Numera finns bara en förskola. Gamla folkskolan (numera Skruvstads bygdegård) används som samlingslokal för bygden och som klubbhus för Skruvstads IK. Klubben har genom åren utövat sporter som bandy, fotboll, bordtennis, orientering och cykelsport. Klubben driver även Skruvstadsparken där dansband spelar under sommarsäsongen.

## Historia
I början av 1900-talet fanns en torvströfabrik i bygden. Den drevs som ett aktiebolag under namnet "Skrufstads Torfströfabriks Aktiebolag". Det fanns en lanthandel i byn som lades ner på 60-talet. Huset som affären var inhyst i är ett av de äldsta i kommunen och finns fortfarande kvar i tämligen gott skick. 

## Kända personer från Skruvstad
- Rallyföraren och TV-kommentatorn Jonas Kruse.
- Riksdagsmannen Gustav Sandin. I riksdagen kallad "Sandin i Skruvstad"